# Seán Lester
Seán Lester (né le 28 septembre 1888 à Carrickfergus et mort le 13 juin 1959 à Galway) est un diplomate irlandais. Il est le troisième et dernier secrétaire général de la Société des Nations.
Journaliste, il entre au service du gouvernement du jeune État libre d'Irlande au sein du département des Affaires étrangères en 1923. Il devient délégué permanent de son pays à la Société des Nations en 1929. Il est nommé haut-commissaire pour la Ville libre de Dantzig en 1934 et occupe ce poste jusqu'en 1936.
L'année suivante, Lester devient vice-secrétaire général pour succèder à Joseph Avenol comme secrétaire général en 1940. Bien que la Société des Nations existe toujours sur papier, l'éclatement de la Seconde Guerre mondiale l'année précédente la rend de fait inactive. Il ne peut quitter Genève pendant le conflit sans traverser l'Espagne franquiste dont la dictature de Francisco Franco se venge de la non-intervention de la Société des Nations pendant la Guerre civile espagnole.
Une fois la paix revenue, Lester surveille la dissolution de la Société des Nations au profit de la nouvelle Organisation des Nations unies.